# 더 큅
더 큅(The Quip)은 2006년 대한민국의 서울특별시에서 결성된 5인조 인디 밴드이다.

## 구성원
- 롸(Rah 본명:라선호) - 보컬, 젬베, 신시사이저
- 모지(mosey) - 신시사이저
- 이동영 - 베이스
- 배주연 - 기타
- 구교선 - 드럼

## 경력
- 2010 헬로루키 11월의 헬로루키 등극
- 2011 World DJ Festival 참가

## 디스코그라피

### 인터내쇼날 숙자씨
- 엄마가 너랑 놀지 말래
- 감흥이 없던 그녀가
- Hurst
- 흰둥이

### 더 큅

#### EP - Almost the same
1. 1218
2. Regina
3. Butterfly Case
4. Custard Pie
5. 4 Elements
6. Shaking The Universe
7. 0419